# Stazione di Gesico
La stazione di Gesico, già stazione di Gesico-Seurgus o stazione di Gesico-Siurgus, è una stazione ferroviaria al servizio del comune di Gesico, lungo la ferrovia Cagliari-Isili.

## Storia
L'impianto nacque a sud-est di Gesico a fine Ottocento, in una fase immediatamente successiva all'attivazione della linea ferroviaria tra Isili ed il capoluogo regionale (1888), risultando attivo nel 1893. 
Lo scalo funzionò nei primi anni di attività come fermata a richiesta, fatto che si ripeterà anche in alcuni periodi nel secondo dopoguerra. Nella prima metà del Novecento, oltre al passaggio della struttura alla Ferrovie Complementari della Sardegna (1921), l'impianto prese la doppia denominazione di "Gesico-Seurgus", comprendendo anche il nome in sardo del vicino comune di Siurgus (poi divenuto Siurgus Donigala) che resterà in uso sino a fine secolo prima del riutilizzo della denominazione originaria anche a livello ufficiale. Nonostante sugli orari ferroviari fosse in uso la denominazione "Gesico-Seurgus", l'insegna del fabbricato viaggiatori dell'impianto riporta invece il nome di "Gesico-Siurgus".
La stazione passò nel 1989 lle Ferrovie della Sardegna, durante la cui amministrazione cessò il servizio merci lungo la linea e di riflesso nell'impianto; inoltre nel 1998 si arrivò all'impresenziamento della struttura, dopo la chiusura del fabbricato viaggiatori. Tra il 2010 ed il 2011 lo scalo fu sottoposto a lavori di ristrutturazione svolti in contemporanea alla sostituzione dell'armamento sulla ferrovia: l'intervento portò alla riduzione a due del numero di binari, alla realizzazione di nuove banchine e all'implementazione di un impianto di illuminazione dell'area passeggeri. Sempre nel 2010 la stazione passò sotto la gestione dell'ARST.

## Strutture e impianti
Situata sulla SS 128 all'altezza dell'incrocio con la SP33 che la collega all'abitato di Gesico (distante circa tre km), la stazione è di tipo passante e dopo gli interventi di inizio anni dieci comprende due binari a scartamento da 950 mm, ognuno dotato di una propria banchina dalla lunghezza di circa cento metri.
Sino al 2010 lo scalo presentava un diverso schema ferroviario, data la presenza di due tronchini, tra cui quello che serviva l'ex scalo merci della stazione, che si componeva anche di un piano caricatore e di un magazzino merci (ancora esistenti), quest'ultimo avente la particolarità di essere una costruzione completamente separata dal fabbricato viaggiatori, a differenza della maggior parte degli scali intermedi sia della linea che delle altre ferrovie a scartamento ridotto sarde in cui spesso i due edifici sono attigui e talvolta comunicanti.
L'edificio principale della stazione è il fabbricato viaggiatori, chiuso al pubblico, costruzione a pianta rettangolare con sviluppo su due piani e tetto a falde in laterizi, avente due accessi sul lato binari e caratterizzato da una decorazione in mattoncini rossi presente lungo tutto il perimetro esterno del piano terra. Presente anche un fabbricato per le ritirate, anch'esso con tetto a falde.

## Movimento
Con riferimento all'orario del primo semestre 2017 la stazione è servita dai treni dell'ARST in esercizio lungo la porzione della Cagliari-Isili aperta al traffico ferroviario tra Monserrato ed il centro del Sarcidano. Complessivamente sono effettuate otto corse in direzione nord e nove verso sud nei giorni feriali, mentre non vengono espletate relazioni nei festivi.

## Servizi
Nel fabbricato viaggiatori dell'impianto erano ospitati alcuni servizi per i viaggiatori, tra cui una biglietteria a sportello ed una sala d'attesa, a cui si aggiungevano le ritirate ospitate in una costruzione esterna, tutti non più a disposizione dei viaggiatori a causa dell'impresenziamento della stazione.